# Colette van Steyvoort
Colette van Steyvoort, née à Bruges le 15 février 1933 et décédée à Bruxelles le 1er décembre 2020), est une dentellière belge contemporaine, fondatrice de la Biennale internationale de la dentelle.

## Biographie
Colette Standaert est née à Bruges le 15 février 1933. Elle épouse Christian van Steyvoort. 
Elle se forme à la dentelle à l'école normale de Bruges, la seule à former des professeurs en dentelle. Elle s'y initie aux dentelles classiques au fuseau : la dentelle de Valenciennes, le point de Paris, de Lille, de Chantilly, le Flandre, le Binche et le Bruxelles. Après sa formation, elle souhaite redynamiser la dentelle, cherchant constamment des moyens de donner de nouvelles dimensions à la fabrication de la dentelle,.
En 1980, elle expose ses œuvres à la Galerie Pierre van der Borqht à Bruxelles et elle est ensuite invitée à mettre sur pied une section de dentelle, dans le Musée du costume et de la dentelle de Bruxelles,. 
En 1983, elle fonde la Biennale internationale de la dentelle contemporaine sous le patronage de la reine Fabiola, avec pour but d'inciter et de promouvoir l'évolution artistique de la dentelle, la recherche de formes et de matériaux nouveaux. La biennale se tient à Bruxelles mais est également exposée en Allemagne, au Canada, aux États-Unis, en Norvège, en Pologne et en Tchéquie. Un Grand Prix portant le nom de la reine Fabiola est décerné à l'occasion.

## Quelques œuvres
Elle réalise une œuvre pour le pape Jean-Paul II lors de sa visite à Bruxelles en 1985.
Elle restaure le voile de mariée de la princesse Mathilde. Ce voile de dentelle, réalisé à Bruxelles, appartenait à la grand-mère paternelle de la reine Paola, il date de la seconde moitié du XIXe siècle et est réalisé de fils de lin, avec fuseaux et aiguille sur un tulle de coton, avec une étole de 5 mètres de large sur 3 mètres de haut. Le dessin se compose de roses, de marguerites, de clochettes et de fougères,. « Il faut toute une technique ne fût-ce que pour laver le voile. Il s'agit de faire attention à la qualité du savon et de la température de l'eau. C'est presque scientifique. Je l'ai ensuite teint pour qu'il soit assorti à la robe de Mathilde dont j'avais un échantillon de tissu. Pour ce faire, j'ai utilisé trois thés: de la camomille qui donne un éclat, du thé de Chine et du thé d'oranger pour trouver une harmonie dans la teinte. Ce voile a été réalisé avec du coton d'Egypte, très fin et qui a des reflets nacrés. Ce coton était filé à Manchester. Mais avec le canal de Suez, la production égyptienne a été arrêtée. »
Elle fait don de plusieurs pièces au Musée du costume et de la dentelle.

## Publications
- Initiation a la création dentellière, Dessain et Tolra, 1982  (ISBN 9782249276125).